# Release Me (Album)
Release Me ist ein Studioalbum des britischen Popsängers Engelbert, das 1967 von Decca veröffentlicht wurde. Es ist das erste Album, das er unter seinem Künstlernamen („Engelbert Humperdinck“ außerhalb des deutschsprachigen Raums) veröffentlicht hat.
Das Titellied des Albums Release Me, bescherte Engelbert 1967 seinen Durchbruch im Musikgeschäft und wurde zu einem Welthit, der sogar verhinderte, dass die Beatles mit dem Titel Penny Lane auf Platz 1 der britischen Charts gelangten.

## Kommerzieller Erfolg
Das Album war sowohl in den Vereinigten Staaten (Platz 7 der US-Albumcharts), als auch im Vereinigten Königreich (Platz 6 der britischen Albumcharts) erfolgreich.

## Titel
1. Release Me (Eddie Miller/Dub Williams/Robert Yount)
2. Quiet Nights (Antônio Carlos Jobim/Gene Lees)
3. Yours Until Tomorrow (Gerry Goffin/Carole King)
4. There’s a Kind of Hush (All Over the World) (Leslie Reed/Geoff Stephens)
5. This Is My Song (Charlie Chaplin)
6. Misty Blue (Bobby Montgomery)
7. Take My Heart (Gordon Mills)
8. How Near is Love
9. Walk Through This World (Kay Savage/Sandra Seamons)
10. If I Were You
11. Talking Love (Kurt Feltz)
12. My World (Il Mondo) (Jimmy Fontana)
13. Ten Guitars (Gordon Mills)